# Ishikawajima Tsu-11
L’Ishikawajima Tsu-11 était un motoréacteur, produit en faible quantité au Japon pendant les derniers jours de la Seconde Guerre mondiale. Il fut principalement conçu pour propulser la bombe volante Yokosuka MXY-7 Ohka, une arme Kamikaze.

## Conception et développement
Le moteur fut conçu pour compenser le défaut majeur des armes Ohka Type 11, qui était leur portée limitée. Le Type 11 était propulsé par des moteurs-fusées à carburant solide, qui procuraient une très forte accélération, mais avaient un temps de fonctionnement très limité. Le résultat de cette caractéristique était que l'avion qui portait l’Ohka devait voler jusqu'à une très courte distance de la cible du missile, le rendant ainsi vulnérable aux chasseurs ennemis. En pratique, la plupart des avions ayant transporté des Okha furent descendus bien avant d'avoir même pu larguer leurs armes. Il fut ensuite déterminé qu'un moteur à réaction fournirait aussi bien une vitesse élevée qu'une portée suffisante pour maintenir l'avion porteur à distance suffisante pour larguer l’Ohka et quitter la zone.
Le moteur fut testé pour la première fois sous un bombardier P1Y vers 1944 et fut considéré comme suffisamment satisfaisant pour entrer en production. L’Ohka fut adapté pour emporter le moteur dans un fuselage allongé, doté d'entrées d'air ajoutées sur les côtés. Cette configuration fut désignée « Okha Type 22 ». Le Tsu-11 fut également sélectionné pour équiper le Yokosuka MXY-9 Shuka (en) (« feu d'Automne »), un avion d'entraînement prévu pour préparer les pilotes de l'intercepteur à moteur-fusée Mitsubishi J8M. Cependant, aucun de ces appareils n'entra en service, leur développement intervenant bien trop tard dans le conflit.

## Caractéristiques
Le Tsu-11 employait un moteur à pistons à quatre cylindres inversés Hitachi Hatsukaze (en) modèle 13 « Toku » — une version produite sous licence du HM 504 allemand — entraînant un compresseur à un étage. Un système d'injection de carburant était installé derrière le compresseur. En utilisation, le carburant était mélangé à l'air comprimé et le mélange était mis à feu, créant de la poussée.

## Exemplaire préservé
Un seul exemplaire du Tsu-11 existe, préservé au National Air and Space Museum, à Washington, DC. En 1997, il fut installé dans l’Ohka 22 du musée pendant sa restauration. Des analyses effectuées par des ingénieurs pendant la restauration suggérèrent que l'injection de carburant et sa combustion contribuèrent peu à la puissance finale du moteur, la majeure partie de la poussée étant en fait produite par le compresseur.

## Applications
- Yokosuka MXY-7 Ohka
- Yokosuka MXY-9 Shuka (en)